# Crisopeia

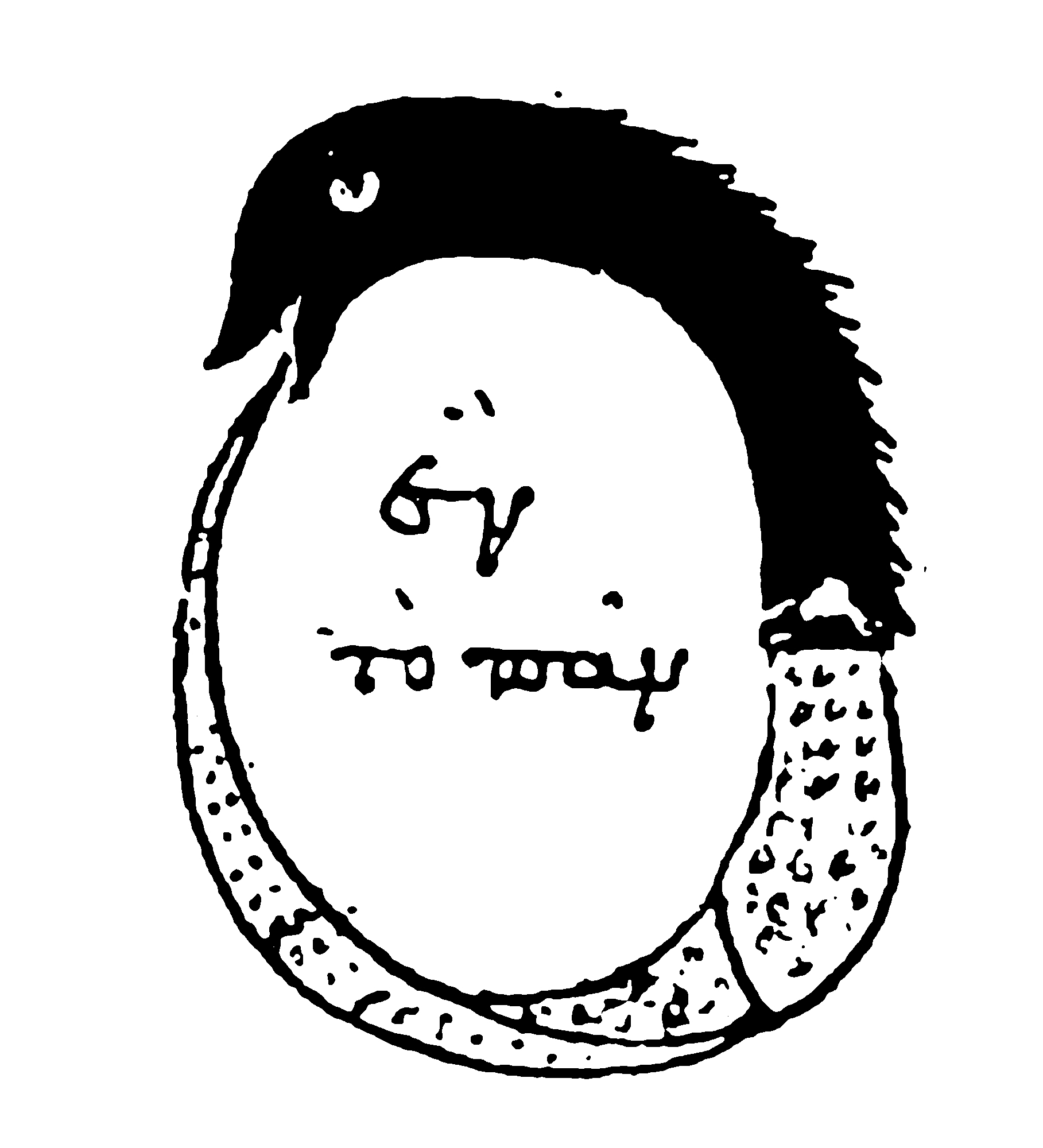
Ouroboros (representação de uma serpente comendo sua própria cauda) com as palavras ἕν τὸ πᾶν, hen to pān ("o tudo é um") da Crisopeia de Cleópatra, no século III ou IV

Na alquimia, o termo crisopeia (em grego clássico: χρυσοποιία; romaniz.: crusopoiia, "fabricação de ouro") refere-se à produção artificial de ouro, mais comumente pela suposta transmutação de metais básicos, como o chumbo. Um termo relacionado é argiropeia (ἀργυροποιία, arguropoiia, "fabricação de prata"), referindo-se à produção artificial de prata, muitas vezes pela transmutação de cobre. Embora os alquimistas perseguissem muitos objetivos diferentes, a fabricação de ouro e prata permaneceu uma das ambições definidoras da alquimia ao longo de sua história, desde Zósimo de Panópolis (c. 300) a Robert Boyle (1627–1691).
A palavra foi usada no título de uma breve obra alquímica, a Crisopeia de Cleópatra atribuída a Cleópatra, a alquimista, que provavelmente foi escrita nos primeiros séculos da era cristã, mas que é encontrada pela primeira vez em uma única folha em um manuscrito do século X ao XI na Biblioteca Marciana, Veneza, MS Marciana gr. Z. 299. O documento apresenta um ouroboros contendo as palavras "o tudo é um" (ἕν τὸ  πᾶν, hen to pān), conceito que está relacionado ao Hermetismo. Estêvão de Alexandria escreveu uma obra chamada De Chrysopoeia. Crisopeia é também o título de um poema de 1515 de Giovanni Augurello.

## Outras imagens daCrisopéiade Cleópatra
Imagens de Crisopeia de Cleópatra